# 约翰·策厄特纳
约翰·策厄特纳（德語：Johann Zehetner，1912年9月4日—1942年12月29日），奥地利男子手球运动员。他曾代表奥地利参加1936年夏季奥林匹克运动会手球比赛，获得一枚银牌，他在赛事的其中两场比赛中有上场。